# Gletscher Ducan
Gletscher Ducan är en bergstopp i Schweiz.   Den ligger i regionen Albula och kantonen Graubünden, i den östra delen av landet, 180 km öster om huvudstaden Bern. Toppen på Gletscher Ducan är 3 020 meter över havet, eller 188 meter över den omgivande terrängen. Bredden vid basen är 3,4 km.
Terrängen runt Gletscher Ducan är bergig åt nordväst, men åt sydost är den kuperad. Närmaste större samhälle är Davos, 14,4 km norr om Gletscher Ducan. 
Trakten runt Gletscher Ducan består i huvudsak av gräsmarker. Runt Gletscher Ducan är det mycket glesbefolkat, med 3 invånare per kvadratkilometer.